# Monszun

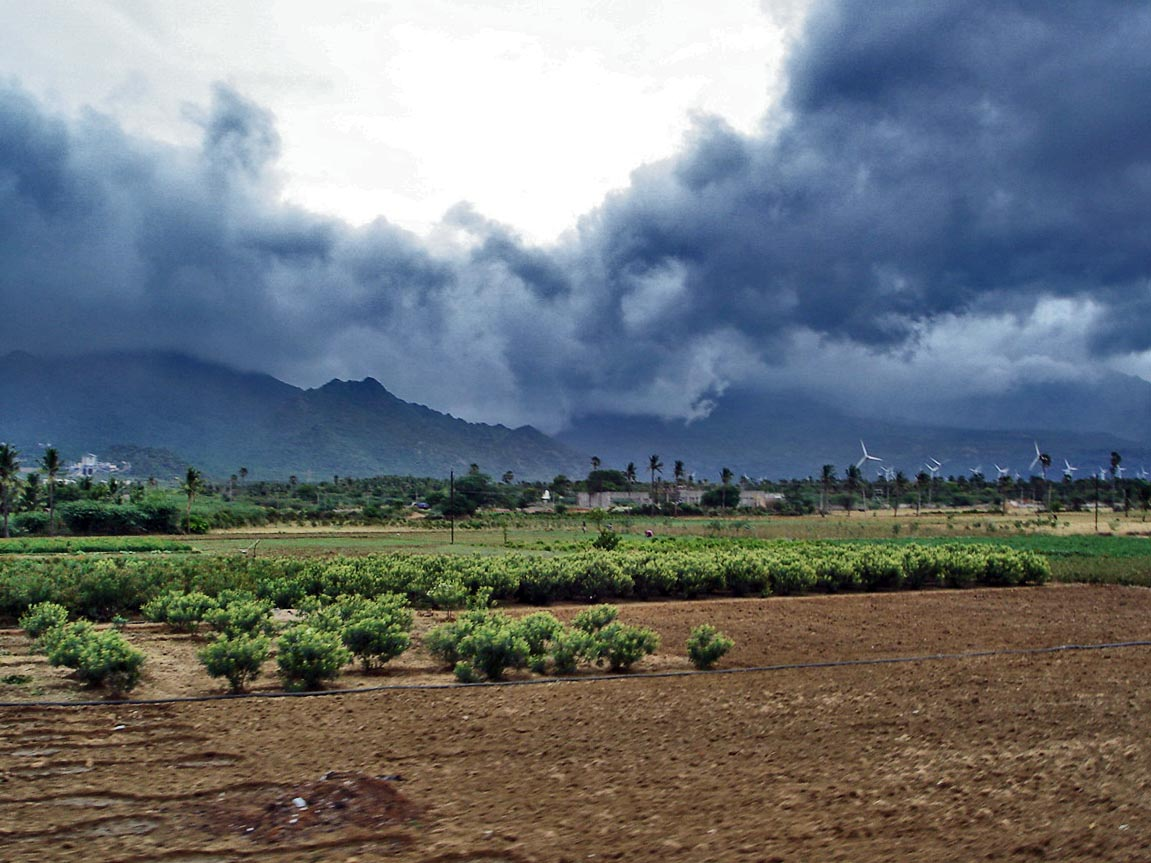
Közelgő monszunfelhők (Nagercoil, India)

A monszun évszakhoz kötött, jelentős esőt hozó tengerparti szél.
A monszun kialakulását a kontinensek és az óceánok eltérő hőmérséklete határozza meg. Hasonlít a tengerparti szélhez, csak sokkal nagyobb területen fejti ki hatását. Nyáron a tenger felől a szárazföld felé fúj, sok csapadékot hoz. Télen pedig a kontinens felől a tenger felé fúj, és ez száraz szél. A monszun szó az arab mauszin-ból származik, ami évszakot jelent.
A régi hajósok az Indiai-óceánon és az Arab-tengeren hajózva írták le ezeket a változó irányú szeleket: az északi félgömbön télen északkeleti irányú, nyáron pedig délnyugati. A monszun kifejezés nem a csapadékra vonatkozik, hanem az évszakos szélirány-változásra. A monszun elsősorban az indiai szubkontinensre jellemző, de a Föld más részein is megtalálható pl.: Európában, Afrikában, Ausztráliában, az USA-ban és Chile nyugati partjainál. A Föld lakosságának kb. 65%-a él a monszun által érintett területeken. A leginkább érintett monszun-terület India és Délkelet-Ázsia.
Nyáron a kontinens levegője sokkal melegebb, mint a víz felszíne, ezért a levegő a víz felől a szárazföld felé áramlik. A nedves levegő és a kontinentális eredetű légtömegek találkozása idézi elő a bőséges csapadékot. Mivel az ott található hegyek és dombok emelő hatása is érvényesül, vannak helyek, ahol nagyon bőséges, 1000 mm-t is meghaladó csapadék hull. Télen ez az áramlás fordított, ez a száraz szél. Az indiai monszun júniustól szeptemberig tart, és Nyugat- és Közép-India kb. 90%-át, Dél- és Északnyugat-India 50-75%-át érinti. Havonta min. 200–300 mm eső esik, júliusban és augusztusban esik a legtöbb. A délkelet-ázsiai csapadék is monszunális eredetű. Itt a legtöbb csapadék májustól szeptemberig hull. Havonta kb. 200 mm, 1000 mm körüli évszakos értékkel.
A monszun által szállított víz a mezőgazdasági termelés elsődleges forrása Dél-Ázsiában. A monszun előrejelzése eddig legfeljebb három hónapra volt lehetséges, de 2019-ben egy amerikai kutató, Nir Krakauer (City College of New York) statisztikai módszerekkel ezt egy évre terjesztette ki, amivel a lehulló csapadék mennyisége meghatározható a tenger felszínének hőmérséklete alapján. A csapadék megérkezésének ideje további vizsgálatot igényel.